# National Boxing Association
National Boxing Association (NBA) – amerykańska organizacja boksu zawodowego powołana w styczniu 1921 w Rhode Island przez trzynaście stanów jako konkurencja dla nowojorskiej New York State Athletic Commission. Organizowała walki o tytuł mistrza świata do roku 1962, kiedy w związku ze wzrostem światowego zainteresowania boksem została przekształcona w World Boxing Association (WBA).